# Volo nella bufera
Volo nella bufera (Thirteen Hours by Air o 13 Hours by Air) è un film statunitense del 1936 diretto da Mitchell Leisen.

## Trama
Su un aereo che sta volando, come dal titolo, dentro una turbolenza, si intrecciano le vicende di un pilota, dell'ereditiera di cui il pilota è innamorato, di un gangster, dello sceriffo che lo deve prendere e altri ancora.

## Produzione
Il film venne girato all'Alhambra Airport in Valley Blvd. & Del Mar Avenue ad Alhambra e a Beaver Dam, nel Wisconsin.

## Distribuzione
Il film fu distribuito dalla Paramount Pictures e uscì in sala il 30 aprile 1936, Nel 1958, la MCA/Universal Pictures ne deteneva i diritti per il passaggio televisivo.

### Date di uscita
- USA: 30 aprile 1936
- Danimarca: 30 luglio 1936
- Finlandia:	9 agosto 1936